# Eindnoot
Een eindnoot is een opmerking met betrekking tot een element uit een hoofdtekst, die aan het einde van een hoofdstuk of een hele tekst (bijvoorbeeld achter in het boek) weergegeven wordt. De functie is dezelfde als de voetnoot, de manier waarop ernaar verwezen wordt eveneens (met superieure cijfers). Nog meer dan voetnoten komen eindnoten vooral in wetenschappelijke publicaties voor.

## Voordelen
De eindnoot is ontstaan uit onvrede over de voetnoot, die volgens sommigen te dwingend aanwezig is in de publicatie. Ook vermijdt de eindnoot gekunstelde en onoverzichtelijke constructies. Die ontstaan wanneer een (lange) voetnoot niet geheel past op de bladzijde waar zij bij hoort en eventuele volgende noten naar andere bladzijden drukt. Ook verstoren eindnoten het tekstbeeld niet en hoeven ze niet zoals voetnoten in een kleine letter gezet te worden.

## Nadelen
De keerzijde van de minder dwingende presentatie is dat eindnoten vaak gemakshalve overgeslagen of groepsgewijs gelezen worden, wat kan leiden tot verkeerde interpretatie van de hoofdtekst. Voor de lezer is het zoeken en heen en weer bladeren tussen tekst en eindnoten storend. Voor de auteur of tekstbezorger was het nauwgezet moeten nummeren soms lastig. Bij fouten in de nummering, of bij toevoegingen op het laatste moment moest alles hernummerd worden. Met de opkomst van tekstverwerkers die automatisch nummeren is dit bezwaar grotendeels verdwenen.